# 小行星2807
小行星2807（2807 Karl Marx）是一颗围绕太阳公转的小行星。1969年10月15日，柳德米拉·切爾尼赫在克里米亚发现了此天体。
該小行星以德國哲學家和政治經濟學家卡爾·馬克思命名。
这颗小行星的绝对星等为13.07等。